# Eucalyptus tetrodonta
Eucalyptus tetrodonta är en myrtenväxtart som beskrevs av Ferdinand von Mueller. Eucalyptus tetrodonta ingår i släktet Eucalyptus och familjen myrtenväxter. Inga underarter finns listade i Catalogue of Life.